# Short track vid olympiska vinterspelen 2002
Alla tävlingarna hölls i Salt Lake Ice Center.

## Herrar

### 500 meter
- 23 februari 2002

| Medalj | Tävlande           | Tid    |
| Guld   | Marc Gagnon        | 41,802 |
| Silver | Jonathan Guilmette | 41,994 |
| Brons  | Rusty Smith        | 42,027 |
| 4      | Kai Feng           | 42,112 |
| 5      | Satoru Terao       | 42,219 |
| 6      | Dong-Sung Kim      |        |
| 7      | Wim de Deyne       |        |
| 8      | Takafumi Nishitani |        |

### 1 000 meter
- 13 + 16 februari 2002

Steven Bradbury låg femma strax innan mål, men när alla motståndare föll i sista kurvan åkte Steven enkelt förbi och tog Australiens första guld i olympiska vinterspelen.
| Medalj | Tävlande         | Tid      |
| Guld   | Steven Bradbury  | 1.27,109 |
| Silver | Apolo Anton Ohno | 1.30,160 |
| Brons  | Mathieu Turcotte | 1.30,563 |
| 4      | Hyun-Soo Ahn     | 1.32,519 |
| 5      | Dong-Sung Kim    |          |
| 6      | Fabio Carta      |          |
| 7      | Naoya Carta      |          |
| 8      | Jiajun Li        |          |

### 1 500 meter
- 20 februari 2002

Apolo Anton Ohno kom egentligen tvåa, men eftersom segraren Kim Dong-Sung, Sydkorea diskvalificerades på grund av att han kors-skatade förbi Apolo under sista varvet.
| Medalj | Tävlande         | Tid      |
| Guld   | Apolo Anton Ohno | 2.18,541 |
| Silver | Li Jiajun        | 2.18,731 |
| Brons  | Marc Gagnon      | 2.18,806 |
| 4      | Fabio Carta      | 2.19,587 |
| 5      | Bruno Loscos     |          |
| 6      | Rusty Smith      |          |
| 7      | Wei Guo          |          |
| 8      | Cees Juffermans  |          |

### 5 000 meter stafett
- 13 + 23 februari 2002

| Medalj | Lag                                                                                       | Tid      |
| Guld   | (Éric Bédard, Marc Gagnon, Jonathan Guilmette, François-Louis Tremblay, Mathieu Turcotte) | 6.51,579 |
| Silver | (Michele Antonioli, Maurizio Carnino, Fabio Carta, Nicola Franceschina, Nicola Rodigari)  | 6.56,327 |
| Brons  | (Li Jiajun, An Yulong, Li Ye, Feng Kai, Guo Wei)                                          | 6.59,633 |
| 4      | (Ron Blondo, Apolo Anton Ohno, Rusty Smith, Dan Weinstein)                                | 7.03,926 |
| 5      | (Takehiro Kodera, Takafumi Nishitani, Yugo Shinohara, Naoya Tamura, Satoru Terao)         |          |
| 6      | (Steven Bradbury, Stehen Lee, Alex McEwan, Andrew McNee)                                  |          |
| 7      | (Wim de Deyne, Pieter Gysel, Ward Janssens, Simon van Vossel)                             |          |

Sydkorea (Dong-Sung Kim, Seung-Jae Lee, Ryoung Min, Se-Jong Oh) diskvalificerades i semifinalen.

## Damer

### 500 meter
- 16 februari 2002

Yang Yang vann Kinas första guld i olympiska vinterspelen.
| Medalj | Tävlande          | Tid    |
| Guld   | Yang Yang (A)     | 44,187 |
| Silver | Evgenia Radanova  | 44,252 |
| Brons  | Wang Chunlu       | 44,272 |
| 4      | Isabelle Charest  | 44,662 |
| 5      | Caroline Hallisey | 44,679 |
| 6      | Alanna Kraus      |        |
| 7      | Eun-Kyung Choi    |        |
| 8      | Mara Zini         |        |

### 1 000 meter
- 20 + 23 februari 2002

| Medalj | Tävlande           | Tid      |
| Guld   | Yang Yang (A)      | 1.36,391 |
| Silver | Gi-Hyun Ko         | 1.36,427 |
| Brons  | Yang Yang (S)      | 1.37,008 |
| 4      | Marie-Eve Drolet   | 1.37,563 |
| 5      | Jevgenija Radanova |          |
| 6      | Eun-Kyung Choi     |          |
| 7      | Chikage Tanaka     |          |
| 8      | Alanna Kraus       |          |

### 1 500 meter
- 13 februari 2002

I semifinalen slog Choi Eun-Kyung världsrekordet men Gi-Hyun Koslog henne i finalen.
| Medalj | Tävlande           | Tid      |
| Guld   | Gi-Hyun Ko         | 2.31,581 |
| Silver | Eun-Kyung Choi     | 2.31,610 |
| Brons  | Jevgenija Radanova | 2.31,723 |
| 4      | Yang Yang (A)      | 2.31,791 |
| 5      | Alanna Kraus       |          |
| 6      | Marie-Eve Drolet   |          |
| 7      | Chikage Tanaka     |          |
| 8      | Christin Priebst   |          |

### 3 000 meter stafett
- 16 + 20 februari 2002

| Medalj | Lag                                                                                   | Tid      |
| Guld   | (Choi Min-Kyung, Joo Min-Jin, Park Hye-Won, Choi Eun-Kyung)                           | 4.12,793 |
| Silver | (Yang Yang (A), Yang Yang (S), Wang Chunlu, Sun Dandan)                               | 4.13,236 |
| Brons  | (Isabelle Charest, Marie-Eve Drolet, Amelie Goulet-Nadon, Alanna Kraus, Tania Vicent) | 4.15,738 |
| 4      | (Yuka Kamino, Atsuko Takata, Chikage Tanaka, Ikue Teshigawara, Nobuko Yamada)         | 4.21,107 |
| 5      | (Marinella Canclini, Marta Capurso, Evelina Rodigari, Katia Zini, Mara Zini)          |          |
| 6      | (Marina Georgijeva, Anna Krasteva, Jevgenija Radanova, Daniela Vlajeva)               |          |
| 7      | (Julie Goskowicz, Caroline Hallisey, Amy Peterson, Erin Poertsr)                      |          |
| 8      | (Aika Klein, Yvonne Kunce, Ulrike Lehmann, Christin Priebst)                          |          |